# (1028) Lydina
(1028) Lydina ist ein Asteroid des Hauptgürtels, der am 6. November 1923 vom russischen Astronomen Wladimir Alexandrowitsch Albizki am Krim-Observatorium in Simejis entdeckt wurde. Benannt ist der Asteroid nach Lydia Il'inichna Albitskaya, der Ehefrau des Entdeckers.
Die Umlaufbahn hat eine Große Halbachse von 3,3954 Astronomische Einheiten und eine Bahnexzentrizität von 0,1187. Damit bewegt er sich in einem Abstand von 2,9925 (Perihel) bis 3,7984 (Aphel) astronomischen Einheiten in 6,257 Jahre um die Sonne. Die Bahn ist 9,391° gegen die Ekliptik geneigt.
Der Asteroid hat einen Durchmesser von 71,38 km und eine Albedo von 0,059. In ca. 15,690 h rotiert er um die eigene Achse.